# Luis Martínez (paragwajski piłkarz)
Luis Gilberto Martínez Soto (ur. 16 lutego 2000) – paragwajski piłkarz występujący na pozycji środkowego pomocnika, od 2024 roku zawodnik Guaraní.